# خمیده‌شاخیان
خمیده‌شاخیان (نام علمی: Ancyloceratina) نام یک زیرراسته از راسته شاخ‌قوچی‌سانان است.